# Engeddia multisetosa
Engeddia multisetosa là một loài ruồi trong họ Tachinidae.